# Мале Бікметово
Мале Бікме́тово (рос. Малое Бикметово, башк. Кесе Бикмәт) — присілок (у минулому селище) у складі Туймазинського району Башкортостану, Росія. Входить до складу Татар-Улкановської сільської ради.
Населення — 14 осіб (2010; 12 у 2002).
Національний склад:
- башкири — 67 %

Стара назва — Бікметово.